# Michel Reybier
Michel Reybier, né le 7 août 1945 à Lyon, est un entrepreneur français, propriétaire des groupes Domaines Reybier et Michel Reybier Hospitality.
Fondateur du groupe Aoste dans la fin des années 1980, il revend l'entreprise en 1996 après un accident d'avion et investit ensuite dans les secteurs hôteliers (La Réserve, Mama Shelter...), viticoles (château Cos d'Estournel, château Cos Labory…) et médicaux (Genolier, Nescens). Il fait partie des plus grandes fortunes françaises.

## Biographie

### Famille et formation
La famille de Michel Reybier vient de l'Ain, où son grand-père paternel, Johanny, était affineur de bleu de Gex à Giron. Son père, Roger, avait une affaire de charcuterie,. Il passe une partie de sa scolarité en pension chez les frères des écoles chrétiennes à Thonon-les-Bains et arrête ses études au baccalauréat.

### Carrière
Michel Reybier commence à 21 ans par racheter des petits magasins de fromage et de charcuterie en difficultés financières à Lyon puis la chaîne de supermarché Reynier. À 29 ans, il est victime d'un accident vasculaire cérébral, après lequel il revend ses magasins. Il investit dans une société de production de chocolats et de biscuits (marque Cémoi) puis se lance dans la charcuterie avec la fondation d'Aoste en 1976, de Justin Bridou en 1978 et de Bâton de Berger en 1983.
En 1994, il est l'unique survivant d'un accident de Falcon 10 privé, qui le mène selon lui à se préoccuper de « l'intérêt général » et de « l'écologie »,. Il s'ouvre alors à d'autres associations et revend Aoste à Sara Lee en 1996 pour un montant estimé à près de 4 milliards,.
Dans les années 2000, il investit dans une affaire de pétrole à Cuba aux côtés de Gérard Depardieu et du "roi du poulet" Gérard Bourgoin.
En 2016, Michel Reybier est une des personnes citées dans les Panama Papers. L'homme d'affaires se défend en invoquant une participation éphémère en 2007 dans le capital de la société panaméenne Aztec Consulting Inc. « créée pour intervenir à titre de conseil dans un projet de création d'une laverie-pressing à Saint-Domingue » qui n'aurait finalement pas été utilisée.
En 2017, Michel Reybier subit un redressement de 25 millions de francs suisses de la part de l'administration fiscale du canton de Genève.
Michel Reybier, avec une fortune estimée à 2 milliards d'euros, est 58e du classement Challenges des 500 Fortunes de France 2022,. Il cite comme modèle Antoine Riboud (Danone), Édouard Michelin (Michelin) et Paul Ricard (Ricard).

#### Domaines viticoles
En 2000, il rachète le château Cos d'Estournel,, le château Marbuzet, un cru bourgeois de Saint-Estèphe et le vignoble de Goulée en appellation Médoc, puis deux domaines en Tokaj-Hegyalja (domaines Hétszölö et Lencsés Dülö) en 2009, 75 % de la marque de champagne « Jeeper » à Faverolles-et-Coëmy en 2013,, le château Pomys, limitrophe de Cos d'Estournel, en 2017, le domaine de La Mascaronne au Luc en 2020,, et le domaine de Lauzade, en Provence également, fin 2021.
Michel Reybier et Tony Parker s'associent en 2022 pour « présider aux destinées » du château La Mascaronne et des champagnes Jeeper.
En mars 2023, il rachète le château Cos Labory, propriété voisine du château Cos d'Estournel,.

#### Hôtellerie
En 2003, il fait l'acquisition de La Réserve à Genève, appellation qu'il étend à deux autres établissements à Ramatuelle (La Réserve Ramatuelle) et Paris (La Réserve Paris). Il investit dans la chaîne hôtelière Mama Shelter puis dans le Mob, un hôtel près du marché aux puces de Saint-Ouen créé par Cyril Aouizerate.

#### Médical
En s'associant avec Antoine Hubert par le biais de la société Medical Research, Services & Investments (MRSI), les deux hommes lancent en 2011 une OPA sur le groupe Genolier Swiss Medical Network. Renommé AEVIS Holding, le groupe procède au rachat de cliniques au Tessin, à Soleure, à Paris, à Neuchâtel et à Sion. L'homme d'affaires investit également dans Nescens, une marque d'établissements spécialisés dans la lutte contre le vieillissement,.

### Vie privée
Michel Reybier, après avoir habité Cologny, réside à Verbier avec sa femme originaire de Suisse,.
Il est amateur des peintres Pierre Soulages et Serge Poliakoff.